# Cylindropuntia hystrix
Cylindropuntia hystrix är en kaktusväxtart som först beskrevs av August Heinrich Rudolf Grisebach, och fick sitt nu gällande namn av Areces. Cylindropuntia hystrix ingår i släktet Cylindropuntia, och familjen kaktusväxter. Inga underarter finns listade i Catalogue of Life.

## Bildgalleri

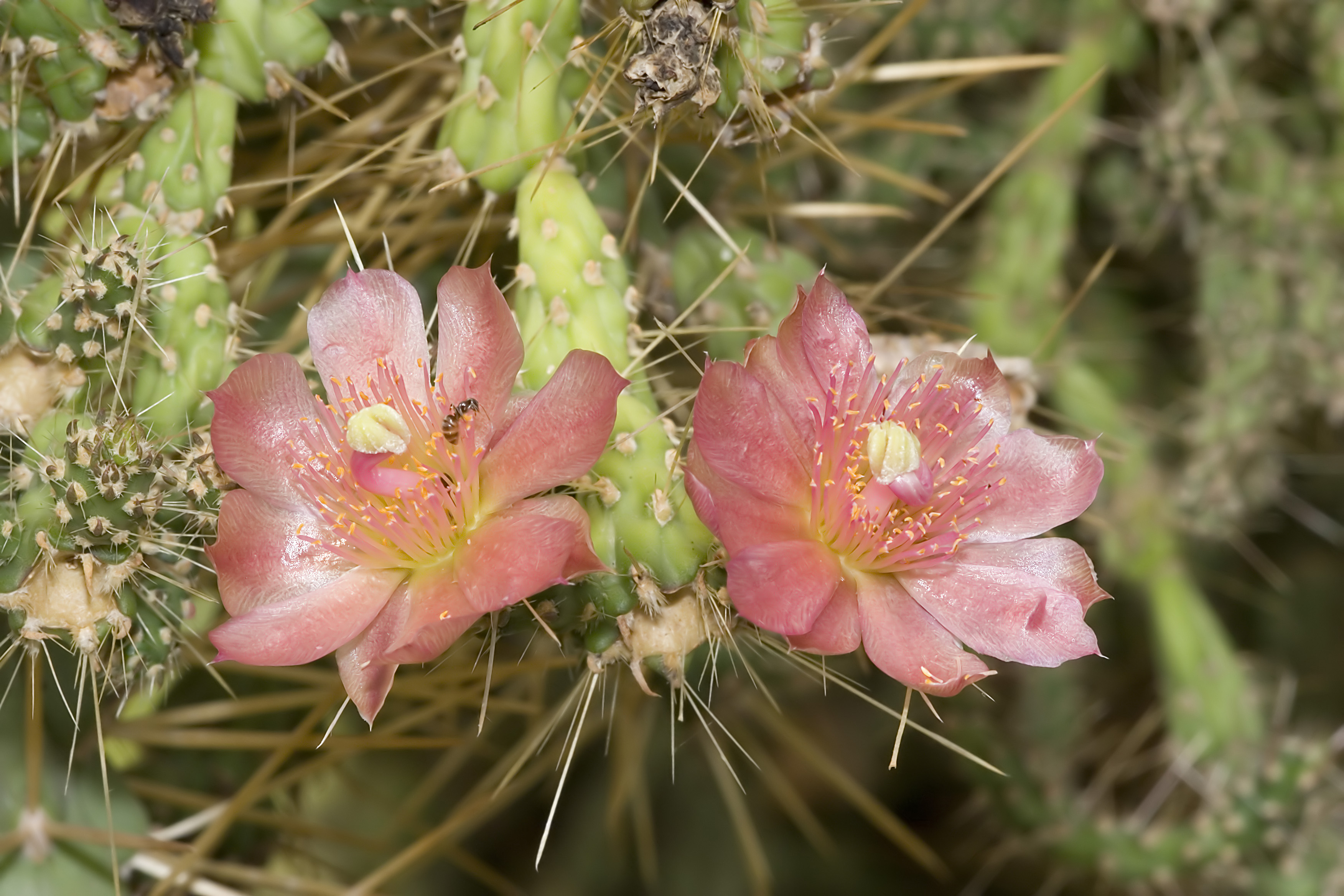